# Glutamat N-acetiltransferaza
Glutamat -acetiltransferaza (EC 2.3.1.35, ornitinska transacetilaza, alfa-N-acetil--ornitin:-glutamat -acetiltransferaza, acetilglutamatna sintetaza, acetilglutamat-acetilornitinska transacetilaza, acetilglutaminska sintetaza, acetilglutamin-acetilornitinska transacetilaza, acetilornitinaza, acetilornitin glutamatna acetiltransferaza, glutamatna acetiltransferaza, N-acetil--glutamatna sintetaza, N-acetilglutamatna sintaza, N-acetilglutamatna sintetaza, ornitinska acetiltransferaza, 2-N-acetil--ornitin:-glutamat -acetiltransferaza) je enzim sa sistematskim imenom N2-acetil--ornitin:-glutamat -acetiltransferaza. Ovaj enzim katalizuje sledeću hemijsku reakciju
2-acetil--ornitin + L-glutamat {\displaystyle \rightleftharpoons } L-ornitin + N-acetil--glutamat
Ovaj enzim takođe ispoljava hidrolitičku aktivnost na acetil-L-ornitin, mada je brzina 1% njegovog transferaznog dejstva.

## Literatura
- Nicholas C. Price; Lewis Stevens (1999). Fundamentals of Enzymology: The Cell and Molecular Biology of Catalytic Proteins (Third изд.). USA: Oxford University Press. ISBN 019850229X.
- Eric J. Toone (2006). Advances in Enzymology and Related Areas of Molecular Biology, Protein Evolution (Volume 75 изд.). Wiley-Interscience. ISBN 0471205036.
- Branden C; Tooze J. Introduction to Protein Structure. New York, NY: Garland Publishing. ISBN 0-8153-2305-0.
- Irwin H. Segel. Enzyme Kinetics: Behavior and Analysis of Rapid Equilibrium and Steady-State Enzyme Systems (Book 44 изд.). Wiley Classics Library. ISBN 0471303097.

## Spoljašnje veze
- Glutamate+N-acetyltransferase на 